# Ovenna subgriseola
Ovenna subgriseola är en fjärilsart som beskrevs av Embrik Strand 1912. Ovenna subgriseola ingår i släktet Ovenna och familjen björnspinnare. Inga underarter finns listade i Catalogue of Life.